# Колешень
Колешень, Колешені (рум. Coleșeni) — село у повіті Алба в Румунії. Входить до складу комуни Бучум.
Село розташоване на відстані 306 км на північний захід від Бухареста, 39 км на північний захід від Алба-Юлії, 68 км на південний захід від Клуж-Напоки.

## Населення
За даними перепису населення 2002 року у селі проживали 69 осіб, усі — румуни. Усі жителі села рідною мовою назвали румунську.